# Yukgaejang
Yukgaejang (hangul: 육개장) là một món ăn của người Triều Tiên làm từ thịt bò, hành cùng với các nguyên liệu khác và được ninh nhừ. Đây là một biến thể của món gomguk, hay xúp đặc, một món trước đây được phục vụ cho trong ẩm thực hoàng gia Triều Tiên. Người ta tin rằng món ăn này tốt cho sức khỏe và được ưa chuộng tại Triều Tiên do đặc tính cay nóng và đậm đà gia vị của nó.
Ngoài thịt bò, hành, nước, món ăn này còn có giá, gosari (dương xỉ), torandae (khoai nước), hành thái, ớt bột, tỏi, nước tương, dầu ăn (dầu vừng hoặc dầu thực vật khác), hồ tiêu, muối, và đường ăn. Dầu ớt cũng có thể được sử dụng. Yukgaejang thường được ăn với một bát cơm và kimchi.
Có thể dùng thịt gà thay cho thị bò, lúc đó món ăn sẽ có tên gọi dak yukgaejang hay Dakgyejang.